# Agropyron velutinum
Agropyron velutinum är en gräsart som beskrevs av Christian Gottfried Daniel Nees von Esenbeck. Agropyron velutinum ingår i släktet kamveten, och familjen gräs. Inga underarter finns listade i Catalogue of Life.